# Aidomaggiore
Aidomaggiore (en sard, Bidumajore) és un municipi italià, dins de la província d'Oristany. L'any 2007 tenia 542 habitants. Es troba a la regió de Barigadu. Limita amb els municipis de Borore (NU), Dualchi (NU), Ghilarza, Norbello, Sedilo i Soddì.

## Administració
| Període | Identitat       | Partit        |
| ------- | --------------- | ------------- |
| 2005-   | Mariano Salaris | Llista cívica |